# Stadion Zachidny w Mariupolu
Stadion "Zachidny" (ukr. Cтадіон «Західний») – wielofunkcyjny stadion w Mariupolu.
Stadion w Mariupolu został zbudowany w 2005. Po rekonstrukcji w 2009 stadion dostosowano do wymóg standardów UEFA i FIFA, wymieniono stare siedzenia na siedzenia z tworzywa sztucznego. Rekonstruowany stadion może pomieścić 3 063 widzów. Domowa arena klubu Illicziweć-2 Mariupol. Na stadionie odbywały się mecze Mistrzostw Europy do lat 19 w 2009 roku.